# توزیع فریشه

توزیع فریشه

توزیع فریشه یک توزیع پیوسته در نظریه احتمال و آمار است. این توزیع یک حالت خاص در توزیع عمومی شده مقدار حد است.
تابع توزیع تجمعی آن به صورت زیر است:
{\displaystyle Pr(X<x)=e^{-x^{-\alpha }}{\text{ if }}x>0.}